# フアン・ホセ・アエド
フアン・ホセ・アエド（Juan José Haedo、1981年1月26日- ）は、アルゼンチン、ブエノスアイレス出身の自転車競技（ロードレース）選手。兄弟にルーカス・セバスチャン・アエドがいる。

## 経歴
2003年にアメリカのColavita–Sutter Homeでプロデビュー。
2006年にコンチネンタルチームのToyota–Unitedに移籍。
2007年にチームCSCと契約。
- ルント・ウム・ケルン優勝
- フィラデルフィア・インターナショナル・チャンピオンシップ優勝
- ツアー・オブ・カリフォルニアポイント賞などを獲得。

2008年
- クラシカ・デ・アルメリア 優勝

2009年
- ショレ＝ペイ・ド・ロワール 優勝

2010年
- ルント・ウム・ケルン優勝
- カタルーニャ一周第7ステージ勝利。
- ドーフィネ・リベレ第2ステージ勝利。
- ツール・ド・ムンバイII 優勝

2011年
- ティレーノ〜アドリアティコ 区間1勝(第3)
- ブエルタ・ア・エスパーニャ 区間1勝(第16)

2012年
- グランプリ・ド・ドナン 優勝